# Груневелд, Свен
Свен Груневелд (нидерл. Sven Groeneveld, иногда некорректно — Грёнефельд; род. 22 июля 1965 года, Харлем) — бывший нидерландский профессиональный теннисист, работал тренером Марии Шараповой.

## Карьера
Стал профессиональным теннисистом в возрасте 19 лет, но не смог добиться больших успехов. Его наивысший одиночный рейтинг — 826, и наивысший парный рейтинг — 837 на 1986 год.
В 1989 году Груневелд закончил свою теннисную карьеру и стал тренером. Он тренировал таких игроков как Моника Селеш, Аранча Санчес-Викарио, Мэри Пирс, Ана Иванович, Грег Руседски, Томми Хаас. Он также был главой швейцарской федерации тенниса.